# Langleyville
Langleyville – jednostka osadnicza w Stanach Zjednoczonych, w stanie Illinois, w hrabstwie Christian.